# HD 215782
HD 215782，又名CD-2616324，SAO 191412、HR 8674，是一颗恒星，视星等为6.3，位于銀經28.36，銀緯-62.41，其B1900.0坐标为赤經22h 42m 26.9s，赤緯-26° -62.41′ 11″。